# Sharp PC-E500(S)

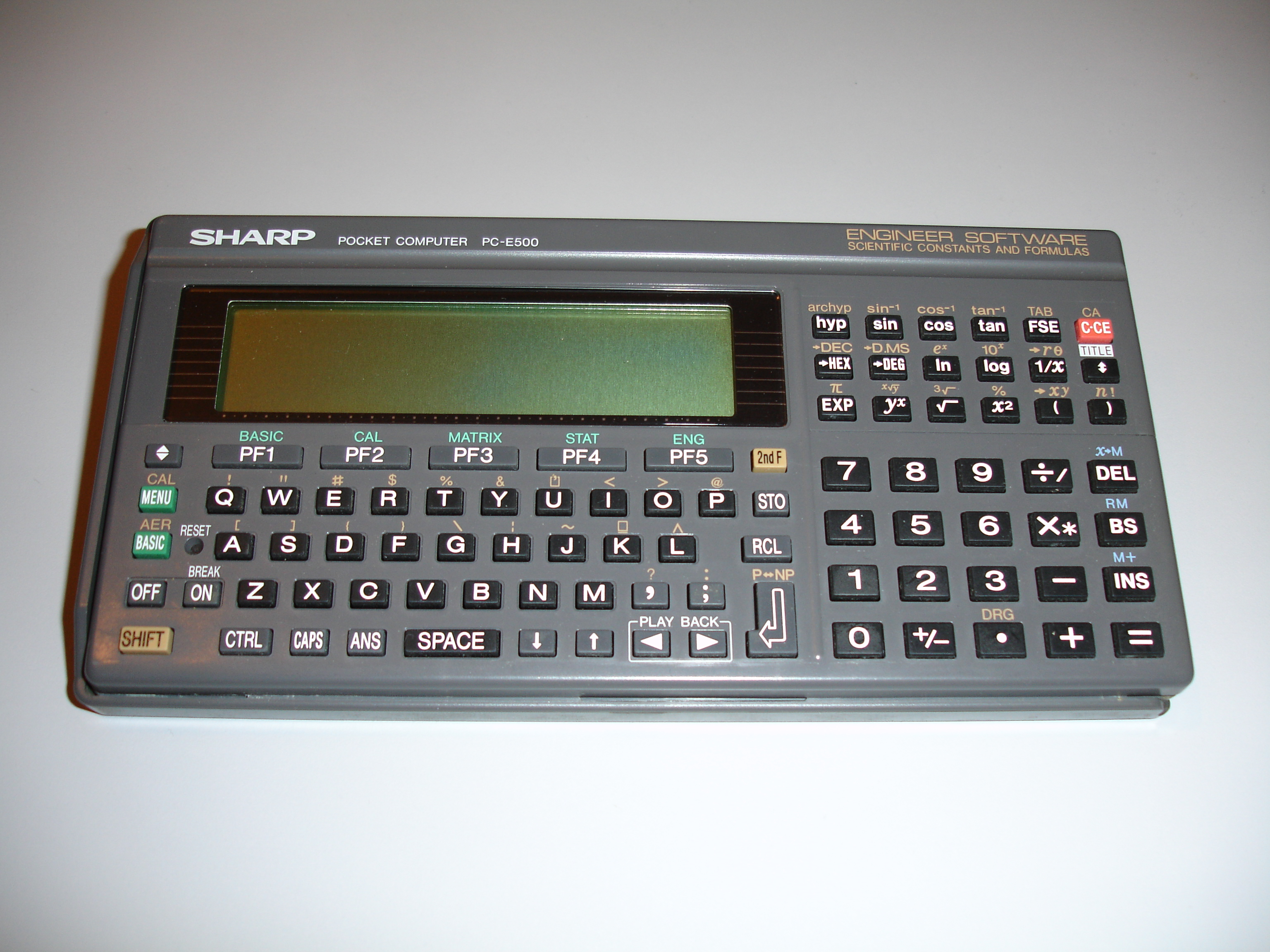
Sharp PC-E500 Vorderseite

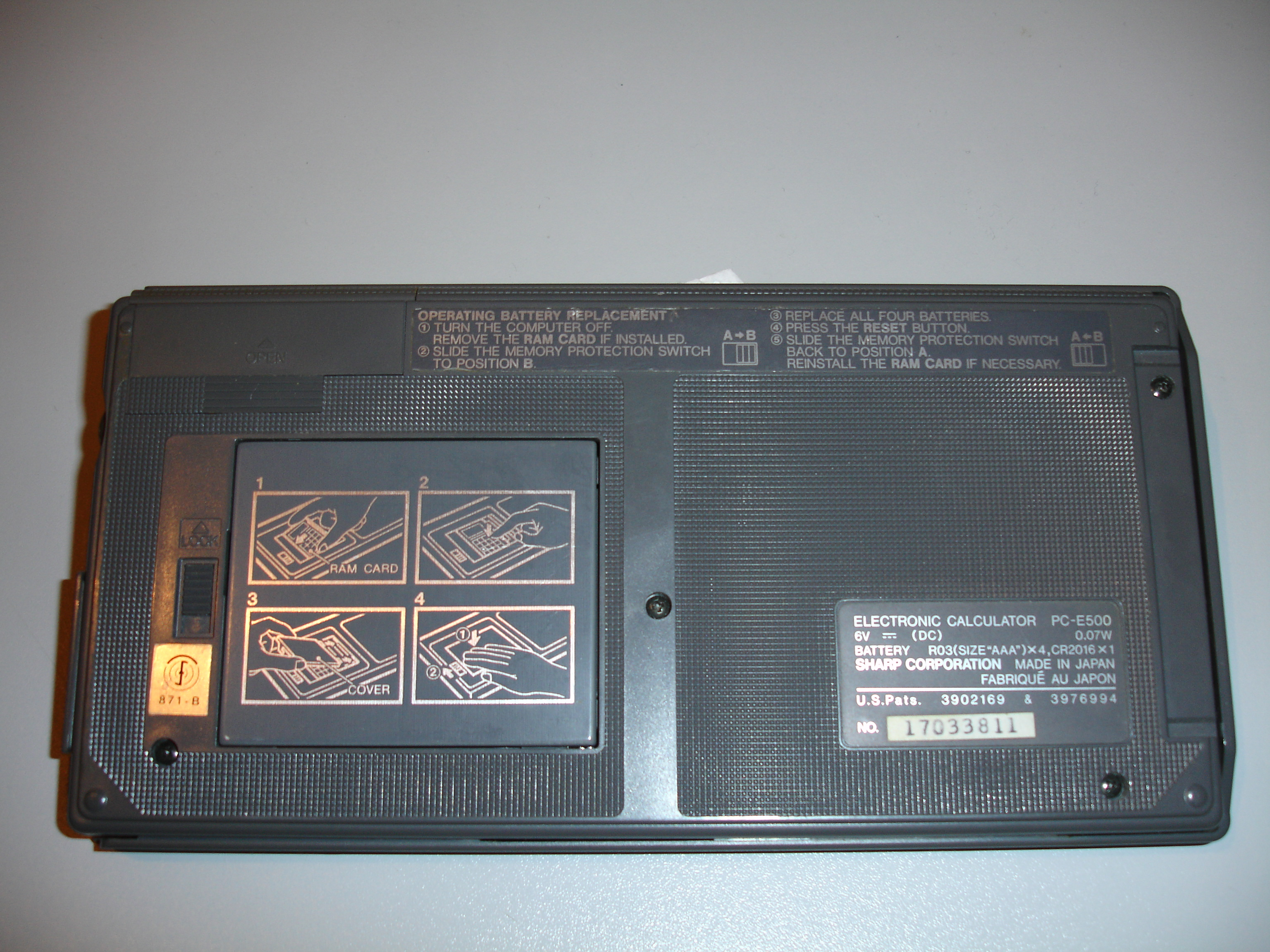
Sharp PC-E500 Rückseite

Der Sharp PC-E500 war ein Taschencomputer des Herstellers Sharp, der sich in BASIC programmieren ließ (Vertrieb ab 1989).
Die eingebauten Programme umfassten die Bereiche Mathematik (Ganze Zahlen, Gleichungen, Differentialrechnung, Integralrechnung, Formeln und Grafiken), Physik, Chemie, Biologie, Geologie, Elektrotechnik, Mechanik und Statistik. Außerdem waren physikalische Konstanten und das Periodensystem der Elemente abrufbar. Allerdings war es nicht möglich, ein Ergebnis automatisch in ein anderes Programm zu übernehmen.
Als Besonderheit verfügte der PC über eine Betriebsart, die Berechnungen mit doppelter Genauigkeit und damit Ergebnisse mit bis zu 20 stelliger Mantisse ermöglichte. Diese Eigenschaft boten aus der Pocket Computer-Reihe von Sharp nur noch der PC-1475 sowie der PC-1280.
Der Sharp PC-E500 ließ sich durch Speichererweiterungen (RAM-Karten), Drucker, RS232-Schnittstellen, Kassetten- und Diskettenlaufwerke erweitern. Durch einen Hardwareeingriff ließ sich außerdem der interne Arbeitsspeicher (RAM) von den serienmäßigen 32 KB auf bis zu 256 KB erweitern. Das wurde vom Betriebssystem automatisch erkannt und ermöglichte die Einrichtung einer großen RAM-Diskette zur Speicherung zahlreicher eigener Programme.
Die Spannungsversorgung erfolgte über vier Mikrobatterien (AAA), die für rund 70 Stunden Betrieb ausreichten.

## Technische Daten
- Erscheinungsjahr: PC-E500: 1989, PC-E500S: 1995
- Hersteller: Sharp
- Prozessor: Sharp SC-62015, 2,304 MHz
- ROM: 256 kB
- RAM: 28,6 kB
- Betriebssystem: eigenes
- Text: 40 × 4
- Grafik: 240 × 32
- Farben: 2
- Ton: mono
- Schnittstellen: seriell, Drucker
- Spannungsversorgung: 4 × Mikrobatterie bzw. Akkus (AAA)
- Erweiterungen: Speichererweiterungen, Drucker, RS232-Schnittstellen, Kassetten- und Diskettenlaufwerke (2,5")

## Nachfolgemodell
Der Nachfolger, das Modell PC-E500S, kam 1995 auf den Markt. Dieses war etwas breiter, wodurch auch die Tasten etwas größer wurden. Das Display hatte mehr Kontrast, und zur Tastaturabdeckung wurde statt des Plastikschubers ein klappbarer Deckel eingesetzt. Außerdem gab es vier zusätzliche BASIC-Befehle. Programme, die auf dem ursprünglichen Modell geschrieben wurden, waren uneingeschränkt auf dem Nachfolgemodell lauffähig. In umgekehrter Richtung galt dies dagegen nur dann, wenn von den zusätzlichen BASIC-Befehlen kein Gebrauch gemacht wurde.